# Маурісіо Амстер

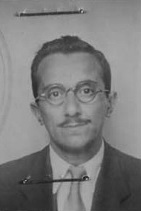
Маурісіо Амстер

Маурісіо Амстер Катс (ісп. Mauricio Amster Cats, нар. 4 червня 1907 у Львові — пом. 29 лютого 1980 у Сантьяґо-де-Чилі) — типограф, графічний дизайнер, письменник і перекладач єврейського походження. Його вважають одним із найвпливовіших дизайнерів в Іспанії та Чилі, де він прожив значну частину життя, завдяки «естетичному, технічному та педагогічному внеску, який став вирішальним для оновлення та розвитку графічного мистецтва» в обох країнах.

## Юність і життя в Іспанії
Амстер народився у Львові за австро-угорського правління, в сефардській єврейській родині, та здобув середню освіту у рідному місті. У 1927 році він переїхав до Австрії, залишивши родину (його батьки загинули в таборі смерті в Бельжеці). У Відні вступив до Академії образотворчих мистецтв, однак не зміг завершити навчання; згодом вирушив до Берліна, де з 1927 по 1930 рік навчався у Школі Раймана.
У 1930 році Амстер переїхав до Іспанії в пошуках нових професійних можливостей через Велику депресію — за запрошенням друга, типографа Маріано Равіча. Молодий дизайнер прожив насичені шість років Другої іспанської республіки. У цей період, окрім професійного становлення (працював для різних журналів, газет і видавництв, зокрема Ulises, Dédalo і Renacimiento), він активно залучився до політики, п’ять років був членом Комуністичної партії Іспанії.
У липні 1936 року, з початком громадянської війни в Іспанії, Амстер вступив добровольцем до народного ополчення, але був звільнений через короткозорість. Надалі він долучився до інших форм участі у війні: допомагав у евакуації творів Національного художнього скарбу з Мадрида до Валенсії, брав активну участь у Конгресі антифашистських інтелектуалів, що відбувся там у липні 1937 року. Обіймав посаду директора видань Міністерства народної освіти, а згодом працював у Підсекретаріаті пропаганди, де розробив Антифашистську шкільну книжечку, призначену для навчання грамоти та політичного виховання солдатів на фронті.
З Валенсії Амстер переїхав до Барселони, де одружився з Адіною Аменедо, палітурницею книг. Після перемоги франкістів подружжя перебралося до Франції, де їх прийняла родина Альберті. Саме вони познайомили Амстера з Пабло Нерудою. Поет на той час був призначений спеціальним консулом у Франції з питань еміграції іспанців і мав відібрати біженців для відплиття з Бордо на кораблі Winnipeg. Судно прибуло до порту Вальпараїсо 3 вересня 1939 року.

## Життя в Чилі
Коли Маурісіо Амстер прибув на станцію Мапочо в Сантьяґо, його вже чекав плакат із закликом з’явитися до редакції тижневика Qué hubo en la semana, який редагував Луїс Енріке Дела́но. Через кілька років Амстер почав працювати художнім керівником у видавництві Zig-Zag, яким тоді керував іспанський письменник Хосе Марія Совірон. Паралельно з цією роботою він ініціював інші видавничі проєкти, як-от видавництво Cruz del Sur та журнал Babel. Останній вважається одним із найважливіших культурних видань в історії чилійської видавничої справи. Амстер долучився до нього на початку 1944 року як адміністратор, а також як дизайнер, перекладач і дописувач.
Він також працював над дизайном журналів Mapocho й Antártica, а також займав посади художнього керівника в інших видавництвах, зокрема Editorial Jurídica, заснованому Артуро Матте; Editorial Nascimento, що належало Карлосу Джорджу Насіменто; та Editorial Del Pacífico.
У 1953 році разом із письменником Ернесто Монтенеґро заснував Школу журналістики, комунікаційних наук і технік при Університеті Чилі, де викладав курс «Графічна техніка». Саме тоді почалася одна з його найплідніших професійних співпраць — з Editorial Universitaria, де він працював як дизайнер і типограф до самої смерті у 1980 році. У Чилі його прихильність до комунізму поступово згасла, і в 1960-х роках він перетворився на палкого антикомуніста.
Маурісіо Амстер помер 29 лютого 1980 року в Сантьяґо-де-Чилі.